# RGS18
Regulador de la señalización de proteína-G 18 es una proteína que en los humanos está codificado por el gen RGS18.
Este gen codifica para un miembro de la familia de reguladores de señalización de la proteína G. Esta proteína contiene un motivo conservado de 120 aminoácidos denominado dominio RGS. La proteína atenúa la actividad de señalización de las proteínas G mediante la unión a las subunidades GTP-alfa de la proteína G y actuando como activador de la GTPasa, aumentando el ratio de conversión del GTP a GDP. Esta hidrólisis permite a la subunidad alfa de la proteína G unirse a la subunidad beta/gamma (heterodímero), formando heterodímeros inactivos de proteína G, anulando la señal. Se han observado variantes de splicing alternativo para este gen, si bien aún no se han logrado caracterizar con detalle.

## Enfermedades relacionadas

#### Ateroesclerosis
Un estudio publicado en 2021 en la revista Nature Communications demostró la existencia de varios alelos para RGS18 responsables del desarrollo de aterosclerosis en las plaquetas de pacientes afectados por dicha enfermedad. Se llevaron a cabo ensayos de secuenciación genómica (WGS) y eQTL para la co-localización de los loci identificados, además de estudios epigenéticos y la consulta en bases de datos que corroboraron la implicación de las variantes observadas en el desarrollo de ateroesclerosis en los pacientes de los que se recogieron las muestras.
Además, se produjeron ratones knockout para este locus de forma que fue posible el estudio in vivo de los efectos que producía la eliminación en la expresión del gen. Los ratones mostraban una anormalmente exagerada reactividad plaquetaria cuando se les administraba diferentes dosis de sustancias agonistas, como ADP, epinefrina y colágeno. Esto derivó en un elevado riesgo de padecer fenómenos de embolia debido a la inhibición de los receptores de la proteína G por la pérdida de función del gen en las plaquetas del ratón.
Concretamente, se encontró que el alelo menor del gen RGS18 estaba directamente implicado en la aparición de trombosis en un cohorte de pacientes euro-americanos y afroamericanos. En adición a esto, se identificaron 2 variantes relacionadas con un descenso en la expresión del gen debido a la interrupción en el sitio de unión de factores de transcripción como GATA1 y NFE2.

## Interacciones
Se ha demostrado que RGS18 interacciona con GNAI3.